# Concert per a piano núm. 2 (Rakhmàninov)
El Concert per a piano núm. 2, op. 18, és una obra en do menor per a piano acompanyada per l'orquestra, composta per Serguei Rakhmàninov entre la tardor de 1900 i l'abril de 1901. El segon i el tercer moviments van ser interpretats per primera vegada amb el compositor com a solista el 2 de desembre de 1900. L'obra sencera va ser estrenada, també amb el compositor com a solista, el 27 d'octubre de 1901, amb el seu cosí Aleksandr Siloti com a director. Aquesta obra és una de les seves peces més recordades, i li va suposar un sòlid reconeixement i fama com a compositor de concerts.

## Origen i context
Rakhmàninov va ser gairebé més apreciat en el seu temps com a pianista i director d'orquestra que com a compositor, encara que ell va fer sempre tot el possible per destacar en aquesta faceta, des que es va iniciar als 19 anys en l'òpera. Els seus començaments van ser prometedors, però el fracàs després de l'estrena de la seva primera simfonia el març de 1897, dirigida per Aleksandr Glazunov, va bloquejar el jove autor, que durant tres anys no va ser capaç de tornar a estrenar. Sembla que el director va ser en gran manera responsable d'aquest fracàs, ja que, segons es va dir llavors, va dirigir l'obra amb clars símptomes d'embriaguesa. No va tornar a la composició, doncs, fins al 1900, amb aquest concert. L'èxit d'aquesta obra li va tornar la fe en el seu talent creador i, a més, va establir les bases d'una reconeguda carrera com a pianista, director i compositor.
Compondre, de tota manera, va ser un desafiament difícil, sobretot després de la Revolució russa de 1917. Rakhmàninov es va exiliar primer a l'Europa de l'Est i després als Estats Units i les gires de concerts van copar gairebé tot el seu temps. L'èxit com a intèrpret virtuós li va proporcionar l'estabilitat econòmica, però li van restar temps per a la seva faceta creadora. De fet dels 45 opus del seu catàleg, poques estan datades després de 1917 (algunes tan extraordinàries com el Concert per a piano núm. 4 o la seva famosa Rapsòdia sobre un tema de Paganini). Els episodis depressius van marcar tota la seva vida. De fet, aquest concert va néixer després d'una profunda depressió que va aconseguir superar amb el tractament hipnòtic del psiquiatre Nikolai Dahl, a qui va dedicar la partitura. Per treballar en aquesta obra es va retirar a la casa de camp dels seus cosins a Ivanovka, lloc molt estimat per ell per ser el que li proporcionava la pau d'esperit necessària.
El desembre de 1901 va tocar els dos últims moviments a Moscou i en la primavera següent va completar l'obra. La primera execució completa va ser l'octubre de 1901 amb un gran èxit, per la seva força expressiva, la seva sorprenent inventiva melòdica (en algunes ocasions, melodies amb un clar color "rus") i al seu enlluernador virtuosisme. La filosofia musical de Rakhmàninov va ser sempre l'expressió sincera dels sentiments i això va ser el que va captar el públic. La millor manera d'entendre-ho és escoltar el mateix compositor: "En els meves partitures no faig cap esforç per ser original, romàntic, nacionalista o qualsevol altra cosa. Escric sobre el paper la música que escolto dins meu i ho faig de la forma més natural possible. Sóc un compositor rus, i el país on he nascut ha influït en el meu temperament i la meva concepció del món. La meva música és el fruit del meu temperament, de manera que és música russa, però mai m'he esforçat conscientment a escriure música russa ni cap altra classe de música. He estat fortament influït per Txaikovski i Rimski-Kórsakov, però, en la mesura dels meus coneixements, no he imitat mai a ningú. El que intento fer quan escric la meva música és dir senzillament i directa el que escolto al meu cor quan estic component. Si sento amor, amargor, tristesa o pietat, aquests sentiments formen part de la meva música, que es revela bella, amarga, trista o piadosa".

## Composició
L'obra està escrita per dues flautes, dos oboès, dos clarinets en si♭ i la, dos fagots, quatre trompes en fa, dues trompetes en si♭, tres trombons (dos tenors i un bombardí), tuba, timbales, bombo, platerets, piano solista i cordes. Està escrit en la forma tradicional de concert de tres moviments.

### Moderato
El moviment inicial comença amb una sèrie d'acords en el piano com si es tractés de tocs de campana que creen tensió, finalment arriben a un punt culminant en la introducció del primer tema. En aquesta primera secció, l'orquestra interpreta una melodia de caràcter rus mentre que el piano realitza un acompanyament que consisteix en un seguit d'arpegis. Després d'aquest gran primer tema, ve una ràpida transició fins que es presenta el segon tema en mi♭major, molt més líric.
L'agitat i inestable desenvolupament agafa motius d'ambdós temes canviant les tonalitats molt sovint i passa a diversos instruments mentre sorgeix una nova idea musical. La música arriba a un gran clímax com si s'anessin a repetir els primers compassos de l'obra, encara que la recapitulació és bastant diferent.
Mentre l'orquestra repeteix de nou el primer tema, el piano, que abans feia un paper d'acompanyament, ara toca un tema d'estil semblant al d'una marxa que ja havia estat presentat al mig del desenvolupament, d'aquesta manera crea un considerable reajust en la reexposició, com en el tema principal, tocat per l'orquestra que s'ha convertit en l'acompanyament. La resta de la recapitulació és bastant literal.

### Adagio sostenuto
El segon moviment comença amb una sèrie d'acords lents amb les cordes que modulen de do menor de l'anterior moviment a mi major. El piano entra tocant una simple figura arpegiada. El tema és introduït per la flauta i després passa entre el piano i altres solistes, abans que la música acceleri a un breu clímax centrat sobre el piano. El motiu original es repeteix, i la música sembla extingir-se, acabant tan sols amb el solista.

### Allegro scherzando
L'últim moviment comença amb una petita introducció orquestral que modula de mi major a do menor, abans que el piano sol el condueixi cap a l'agitat primer tema. L'excitació mor i l'oboè i les violes introdueixen un tema de gran lirisme.
El segon tema està basat en el segon tema del primer moviment. Després d'un llarg període de desenvolupament, la tensió creix considerablement. Prop del final, Rakhmàninov recupera el segon tema en una gran i poderosa orquestració. Finalment, una ràpida i curta coda condueix el concert al seu fi.